# Nephtys palatii
Nephtys palatii är en ringmaskart som beskrevs av Gravier 1904. Nephtys palatii ingår i släktet Nephtys och familjen Nephtyidae. Inga underarter finns listade i Catalogue of Life.